# Мило Джуканович
Мило Джуканович (на черногорски: Мило Ђукановић) е черногорски политик, президент на Черна гора от 20 май 2018 г. до 20 май 2023 г. Той служи като министър-председател на Черна гора в три правителства от 1991 до 1998 г., като президент от 1998 до 2002 г. и отново като министър-председател от 2003 до 2006 г., от 2008 до 2010 г. и от 2012 до 2016 г. Джуканович е и дългосрочен председател на Демократическата партия на социалистите на Черна гора, първоначално черногорският клон на Комунистическата партия на Югославия.
Когато Джуканович навлиза в политическата сцена, той е близък съюзник на Слободан Милошевич по време на Антибюрократската революция. Въпреки това, през 1996 г. той се обръща срещу Милошевич, изоставяйки традиционната си визия за съюз между Черна гора и Сърбия в полза на независима Черна гора. Той надзирава превръщането на Съюзна република Югославия в Сърбия и Черна гора, както и нарастващото отцепване на Черна гора от Сърбия, кулминирало в референдума за независимост на Черна гора през май 2006 г. В хода на премиерството и президентството си той ръководи приватизацията на публични компании от чуждестранни инвеститори и фирми.
След като служи непрекъснато от 1991 до 2006 г., Джуканович първо се оттегля от политиката в края на 2006 г., но се завръща на поста министър-председател през февруари 2008 г. През декември 2010 г. се оттегля отново, само за да се завърне пак през декември 2012 г., заемайки поста на министър-председател за седми мандат. След като побеждава на парламентарните избори през 2016 г., Джуканович обявява, че за пореден път ще подаде оставка като министър-председател. Спекулациите, че ще се кандидатира за президент 2018 г. са потвърдени през март същата година, а през април 2018 г. печели президентските избори.
Според някои оценки, неговото управление е авторитарно и автократично. Често е описван като имащ тесни връзки с черногорската мафия. Той се нарежда сред най-богатите държавни глави в света, според британския вестник The Independent (към май 2010 г.), който оценява източника на неговите 10 милиона паунда като „тайнствен“.